# Destiny (album de Stratovarius)
Pour les articles homonymes, voir Destiny.
Albums de Stratovarius
Visions of Europe
(1998) The Chosen Ones
(1999)
Singles
1. SOS
Sortie : 1998

Destiny est le septième album du groupe finlandais de power metal Stratovarius, publié en 1998, par Noise Records.

## Liste des chansons
Toute la musique est composée par Timo Tolkki.
| No  | Titre                            | Durée |
| --- | -------------------------------- | ----- |
| 1.  | Destiny                          | 10:15 |
| 2.  | S.O.S.                           | 4:15  |
| 3.  | No Turning Back                  | 4:22  |
| 4.  | 4000 Rainy Nights                | 6:00  |
| 5.  | Rebel                            | 4:16  |
| 6.  | Years Go By                      | 5:14  |
| 7.  | Playing with Fire                | 4:15  |
| 8.  | Venus in the Morning             | 5:35  |
| 9.  | Anthem of the World              | 9:31  |
| 10. | Cold Winter Nights (Bonus Track) | 5:13  |